# Mario Cravedi
Mario Cravedi (Piacenza, 3 maggio 1928 – Piacenza, 14 ottobre 2013) è stato un politico e partigiano italiano.

## Biografia
Partigiano attivo nella Resistenza in Emilia, è operaio e militante del Partito Comunista Italiano. Viene eletto alla Camera dei deputati nel 1976 nella Circoscrizione Parma-Modena-Piacenza-Reggio nell'Emilia, venendo poi riconfermato anche dopo le elezioni politiche del 1979, restando quindi a Montecitorio fino al 1983.
Nel 1985 viene eletto consigliere provinciale a Piacenza per il PCI, restando in carica fino al 1990, e consigliere comunale a Gossolengo, dove dal 1990 al 1995 è anche assessore, prima per il PCI e poi per il PDS. 
Successivamente è presidente dell’ANPI di Piacenza.
Si spegne a 85 anni, il 14 ottobre 2013.